# Joseph Duncan

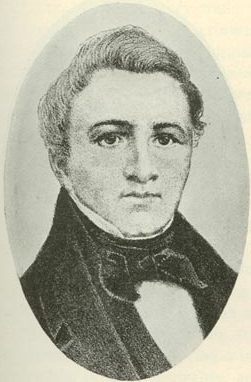
Joseph Duncan

Joseph Duncan (* 22. Februar 1794 in Paris, Kentucky; † 15. Januar 1844 in Jacksonville, Illinois) war ein US-amerikanischer Politiker und von 1834 bis 1838 der sechste Gouverneur von Illinois. Außerdem vertrat er diesen Bundesstaat zwischen 1827 und 1834 als Abgeordneter im US-Repräsentantenhaus.

## Frühe Jahre und politischer Aufstieg
Joseph Duncan nahm als Offizier am Britisch-Amerikanischen Krieg von 1812 teil und erhielt eine Auszeichnung vom Kongress für sein tapferes Verhalten bei der Verteidigung von Fort Stephenson in Ohio. Seit 1823 war er im Generalsrang in der Nationalgarde. Anfang der 1830er Jahre nahm er auch am Black-Hawk-Krieg teil. Im Jahr 1821 hatte er sich in Kaskaskia in Illinois niedergelassen. Bis 1823 war er Friedensrichter im Jackson County. Zwischen 1824 und 1826 saß Duncan im Senat von Illinois. Anschließend vertrat er seinen Bundesstaat im US-Repräsentantenhaus in Washington, D.C. Dort verblieb er zwischen 1827 und 1834.

## Gouverneur von Illinois
Im Jahr 1834 wurde Duncan von der Demokratischen Partei als Kandidat für die Gouverneurswahlen aufgestellt und anschließend von den Wählern von Illinois in dieses Amt gewählt. Er trat seine vierjährige Amtszeit am 3. Dezember 1834 an und setzte sich zunächst für den Internal Improvement Act ein, ein großangelegtes Programm zur Verbesserung der Infrastruktur. Demnach sollten Straßen und Kanäle im großen Stil ausgebaut werden. Als der Gouverneur die Kosten des Programms erkannte, nahm er davon Abstand. Das Staatsparlament hatte aber das Gesetz bereits in Kraft gesetzt und war entschlossen, es auch durchzusetzen. Die Arbeiten begannen und führten zu den erwarteten hohen Kosten. Im Jahr 1841 wurde das Programm wegen Unbezahlbarkeit gestoppt. Die daraus entstandenen Schulden belasteten den Staatshaushalt bis zum Jahr 1882. Unabhängig von diesem 1837 verabschiedeten Programm hatten im Jahr 1836 die Bauarbeiten am Illinois-Michigan-Kanal begonnen.
In Duncans Amtszeit wurde die Hauptstadt von Illinois von Vandalia nach Springfield verlegt (1839). Die 1833 gegründete Siedlung namens Chicago wurde offiziell als Stadt bestätigt. Duncan setzte sich ebenfalls für die Verbesserung des Schulsystems ein. Ebenfalls in seiner Amtszeit erfand John Deere seinen Stahlpflug. In späteren Jahren sollte dessen Firma eine der größten Firmen in Illinois werden.

## Weitere Laufbahn
Aufgrund einer Verfassungsklausel konnte Duncan nach Ablauf seiner Amtszeit nicht direkt wieder kandidieren. So musste er am 7. Dezember 1837 aus seinem Amt ausscheiden. Er zog sich zunächst in sein Haus in Jacksonville zurück. Im Jahr 1842 bewarb er sich, zwischenzeitlich zu den Whigs gewechselt, um eine Rückkehr in das Amt des Gouverneurs, unterlag aber dem Demokraten Thomas Ford mit 45:54 Prozent der Stimmen. Er starb im Januar 1845. Joseph Duncan war mit Elizabeth Caldwell Smith verheiratet, mit der er zehn Kinder hatte.